# Ángel Gallardo
Ángel Gallardo (Buenos Aires, 19 novembre 1867 – Buenos Aires, 13 maggio 1934) è stato un biologo, ingegnere ed entomologo argentino.
Ricoprì l'incarico di presidente del Consiglio nazionale dell'Istruzione, di ministro degli Affari Esteri e come rettore dell'Università di Buenos Aires. È stato riconosciuto per il suo lavoro scientifico sia in Argentina sia all'estero.
Il lavoro scientifico di Gallardo ha affrontato problemi di ereditarietà e divisione cellulare.

## Biografia
Si laureò presso il Colegio Nacional de Buenos Aires nel 1887 e conseguì la laurea in ingegneria civile presso la Facoltà di Scienze Esatte e Naturali dell'Università di Buenos Aires (UBA) nel 1894. Oltre all'ingegneria civile, a partire dal 1892 studiò biologia sotto la guida di Carlos Berg al Museo di Scienze Naturali Bernardino Rivadavia.